# Staz Nair
Staz Nair (Londra, 17 giugno 1991) è un attore e modello britannico, di origini russe e indiane.
È noto soprattutto per aver interpretato Qhono nella serie televisiva Il Trono di Spade e William Dey in Supergirl.

## Filmografia

### Cinema
- Bazodee, regia di Todd Kessler (2016)
- Rebel Moon - Parte 1: Figlia del fuoco (Rebel Moon - Part One: A Child of Fire), regia di Zack Snyder (2023)
- Rebel Moon - Parte 2: La sfregiatrice (Rebel Moon - Part Two: The Scargiver), regia di Zack Snyder (2024)

### Televisione
- Il Trono di Spade (Game of Thrones) – serie TV, 10 episodi (2016-2019)
- The Rocky Horror Picture Show: Let's Do the Time Warp Again – film TV (2016)
- Humans – serie TV, 5 episodi (2018)
- Krypton – serie TV, 1 episodio (2019)
- Supergirl – serie TV, 26 episodi (2019-2021)

## Doppiatori italiani
Nelle versioni in italiano delle opere in cui ha recitato, Staz Nair è stato doppiato da:
- Jacopo Venturiero in Rebel Moon - Parte 1: Figlia del fuoco, Rebel Moon - Parte 2: La sfregiatrice
- Marco Giansante in Supergirl